# Märsta moské
Märsta moské är Sigtuna kommuns enda multikulturella sunnimuslimska samfund. Församlingen bildades i februari 1999 under namnet Islamiska Kulturföreningen i Märsta och består idag av av hundratals medlemmar från världens alla hörn. 
Samfundet arbetar främst med att tillhandahålla religiös service för muslimer i Märsta men också med att erbjuda personlig assistans i religiösa frågor, ordna sociala aktiviteter för medlemmar, hålla utbildningar i islam, idrottsaktiviteter, seminarier, konferenser med mera. 

Fredagsbönen hålls varje vecka och på söndagar hålls koranlektioner.

## Mosképrojektet
Tidigare fanns en mindre lokal på stationsgatan som rymde alla medlemmar. Idag finns ingen regelrätt moské i Märsta som rymmer alla medlemmar och besökare. I många år har samfundet samlat medel för att köpa eller bygga en lämplig lokal. 

## Hemsidor
www.marstamoske.se
1. ↑  hämtat från: svenskspråkiga Wikipedia.[källa från Wikidata]